# Arie
Aria unei suprafețe este o mărime asociată unei suprafețe, care exprimă cantitativ, adică printr-o valoare numerică, proprietatea cât de întinsă este acea suprafață. Adesea cuvântul suprafață se utilizează cu sensul de arie.
În matematică, valoarea numerică a mărimii geometrice arie este un număr real, în general pozitiv. În fizică, inginerie, geodezie etc. aria este o mărime fizică și ca atare are asociată o unitate de măsură. Unitatea de măsură pentru arie în Sistemul Internațional este metrul pătrat, având simbolul „m2”.
În unele cazuri particulare, aria se poate calcula astfel:
- aria unui triunghi este jumătate din produsul dintre lungimea unei laturi și distanța (lungimea perpendicularei) de la al treilea vârf pe latura respectivă. S-a demonstrat că valoarea produsului este aceeași, indiferent de latura aleasă.
- aria unui poligon este suma ariilor triunghiurilor în care se descompune poligonul. S-a demonstrat că valoarea ei este independentă de alegerea descompunerii.
- aria unui dreptunghi este produsul lungimii unei laturi cu lungimea unei laturi adiacente laturii inițiale.
- aria unui triunghi echilateral este latura la pătrat înmulțită cu {\displaystyle {\sqrt {3}}/4.}
- aria unui pătrat este latura la puterea a 2-a.
- aria unui triunghi dreptunghic isoscel este cateta la pătrat supra 2.
- aria unui romb este produsul diagonalelor supra 2.
- aria unui trapez este suma dintre baza mare și baza mică, înmulțită cu distanța dintre baze, totul supra 2.